# Abtweiler
Abtweiler ist eine Ortsgemeinde im Landkreis Bad Kreuznach in Rheinland-Pfalz. Sie gehört der Verbandsgemeinde Nahe-Glan an.

## Geographie
Das Straßendorf liegt im Nordpfälzer Bergland in einem Seitental des Glan. Vom Hauptort abgetrennt liegen die Ortsteile Hühnerhof und Sankt Antoniushof (auch Danteshof genannt). Im Osten befindet sich Rehborn, im Süden Raumbach, im Westen Lauschied und nördlich liegt Bad Sobernheim an der Nahe.

## Geschichte
Erstmals urkundlich erwähnt ist Abtweiler als „Apwilre in pago Nachgowe“ am 25. Dezember 1128. Anfang des 14. Jahrhunderts soll dann eine Kapelle erbaut worden sein. Noch heute besitzt Abtweiler eine Kirche aus dem 15. Jahrhundert.
1816 bis 1866 gehörte es zum Oberamt Meisenheim der Landgrafschaft Hessen-Homburg und kam mit diesem 1866 zum Königreich Preußen.
Bevölkerungsentwicklung
Die Entwicklung der Einwohnerzahl von Abtweiler, die Werte von 1871 bis 1987 beruhen auf Volkszählungen:
| Jahr | Einwohner |
| 1815 | 226       |
| 1835 | ~ 280     |
| 1871 | 371       |
| 1905 | 361       |
| 1939 | 322       |
| 1950 | 368       |

| Jahr | Einwohner |
| 1961 | 319       |
| 1970 | 315       |
| 1987 | 260       |
| 1997 | 258       |
| 2005 | 243       |
| 2024 | 195       |

## Politik

### Bürgermeister
Ortsbürgermeister ist Peter Michel. Seine Wiederwahl erfolgte am 24. Juni 2019 durch den Gemeinderat, nachdem bei den Kommunalwahlen am 26. Mai 2019 kein Kandidat angetreten war. Zur Wahl am 9. Juni 2024 trat erneut kein Kandidat an, sodass die Wahl wieder durch den Gemeinderat durchgeführt werden musste.

## Wirtschaft und Infrastruktur
Im Süden verläuft die Bundesstraße 420. In Staudernheim ist ein Bahnhof der Nahetalbahn.